# 陳坤耀
陳坤耀，GBS，CBE，JP（1945年1月14日—），廣東增城縣人，曾任嶺南大學校長。現為香港大學專業進修學院主席, 香港中文大學（深圳）思廷書院董事會委員。

## 簡介
陳坤耀於香港出生，早年就讀昔日位於灣仔軒尼詩道的成達中學附屬小學，畢業於皇仁書院（1962年中五，與前香港考試及評核局秘書長蔡熾昌、前香港考試及評核局副主席譚萬鈞、作家岑逸飛以及前懲教署署長伍靜國為同屆同學），後取得香港大學文學士、社會科學碩士及英國牛津大學博士。他在大學畢業前曾在兩所學校任教。於1960年代大學畢業後，到香港大學校外課程部擔任講師1年，再轉職香港大學經濟系。
曾任美國耶魯大學、英國牛津大學客座研究員，歷任美國加州大學客座教授。
陳坤耀1979年至1995年任香港大學亞洲研究中心主任、於1986年獲授講座教授銜。現亦為香港大學亞洲研究中心名譽講座教授及傑出院士，廣州暨南大學客座教授，汕頭大學名譽教授。亦將出任南京大學客座教授。
陳坤耀亦兼任香港第一太平公司董事、亞洲衛星有限公司董事、九龍倉集團有限公司董事、中國移動萬眾電話有限公司董事、Eaton Vance投資基金信託人、香港太平洋經濟合作委員會主席、香港報業評議會主席和耆康老人福利會主席。
陳坤耀於香港主權移交前一度獲委任為行政局成員。
陳坤耀於1995年獲委任為嶺南學院校長，他任內推行博雅教育方針，並致力提升教員的教學和研究水平，他的努力令學院於1999年正名為大學。他在任校長期間十分重視與學生的關係，他出席各學生組織的就職禮，安排與學生晉早餐，親自教授「經濟學導論」等。他的這些行動在當時的大學環境裡實為罕見，因此他在很多學生和校友中有很高的聲望，儘管他已於2007年卸任校長一職，很多校友仍用校長一字稱呼他，他亦會抽空和一些校友聚會。
2017年，嶺大為記念在香港復校50周年出版記念刊物「嶺南精神五十載」，收集了陳坤耀等50位傑出嶺南人，書中稱呼陳坤耀為「香港博雅教育之父」。

## 個人生活
陳坤耀於1975年6月與陳氏（Rosie）在英國牛津結婚，2人婚後不生育。

## 外部參考
- 陳坤耀以德育人 （页面存档备份，存于）
- 陳坤耀教授·嶺南大學校長
- 大學線: 陳坤耀 （页面存档备份，存于）

| 學術機關職務        | 學術機關職務               | 學術機關職務          |
| ------------------- | -------------------------- | --------------------- |
| 前任： 嶺南學院校長 | 嶺南大學校長 1999年-2007年 | 繼任： 陳玉樹         |
| 前任： 陳佐舜       | 嶺南學院校長 1995年-1999年 | 繼任： 升格為嶺南大學 |

| 前任： 李柱銘 | 消費者委員會主席 1991年10月—1997年10月 | 繼任： 胡紅玉 |